# Jesse Pennington

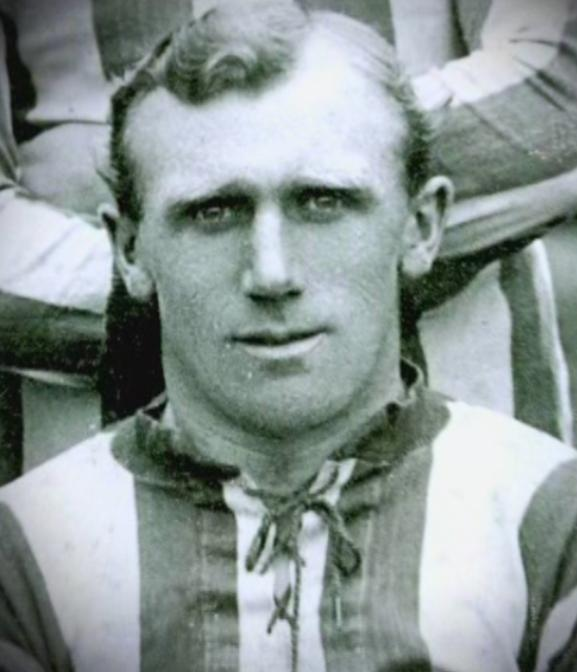
Jesse Pennington, 1912

Jesse Pennington (* 23. August 1883 in West Bromwich; † 5. September 1970 in Kidderminster) war ein englischer Fußballspieler, der vor allem im frühen 20. Jahrhundert bekannt war.
Der in West Bromwich geborene Pennington war für 19 Jahre (vom März 1903 bis zum Mai 1922) linker Verteidiger von West Bromwich Albion. Obwohl seine Karriere vom Ersten Weltkrieg unterbrochen wurde, lief Pennington in 455 Ligaspielen auf und führte die Mannschaft 1920 als Kapitän zur Meisterschaft. Er war auch Mitglied der Mannschaft, die 1911 aus der Second Division aufstieg und kam 1912 bis ins Finale des FA Cups.
Pennington spielte zwischen dem 18. März 1907 und dem 10. April 1920 25-mal für die englische Fußballnationalmannschaft und führte die Mannschaft einmal als Kapitän an.
Nach dem Ende seiner aktiven Karriere arbeitete er von 1950 bis 1960 als Spielerbeobachter für West Bromwich Albion und wurde 1969 zum lebenslangen Mitglied des Vereins ernannt, bevor er ein Jahr später in Kidderminster starb.
| Personendaten    | Personendaten             |
| ---------------- | ------------------------- |
| NAME             | Pennington, Jesse         |
| KURZBESCHREIBUNG | englischer Fußballspieler |
| GEBURTSDATUM     | 23. August 1883           |
| GEBURTSORT       | West Bromwich             |
| STERBEDATUM      | 5. September 1970         |
| STERBEORT        | Kidderminster             |